# Radio Enoch
Radio Enoch byla pirátská rozhlasová stanice, která působila ve Velké Británii mezi lety 1978 a 1980. Stanice byla pojmenována po britském politikovi Enochu Powellovi a působila ve regionu West Midlands. 
Radio Enoch zastávalo pravicová konzervativní stanoviska, vychvalovalo klady kapitalistického vlastnictví a vyjadřovalo podporu bělošským vládám v Rhodésii a Jihoafrické republice. Podle jeho ředitele působilo rádio bez licence, protože díky názorům, které komentátoři vyjadřovali na témata imigrace a mezirasových vztahů, by jim bylo znemožněno vysílat v tom, co lidé z Radia Enoch označovali za „socialistická“ média.
Skupina, která stála za rádiem, se nazývala Lidé proti marxismu.
Přenosné vybavení bylo mezi vysíláními ukryto. Přestože se vědělo, že se nějakým způsobem na činnosti rádia podílelo asi 200 osob, nepodařilo se úřadům vysílání zastavit. Příčinou konce vysílání rádia se stalo zvolení Margaret Thatcherové britskou premiérkou a více konzervativní politické klima. Radio Enoch svou činnost ukončilo v červnu 1980 s příslibem, že pokud znovu u moci dostane socialistická vláda, svou činnost obnoví. Po nástupu Tonyho Blaira se však stanice znovu neozvala.